# Pierre Dumayet
Pierre Dumayet (24 de febrero de 1923 – 17 de noviembre de 2011) fue un periodista, guionista y productor cinematográfico y televisivo de nacionalidad francesa, partícipe de los inicios de la televisión francesa. 

## Biografía
Nacido en Houdan, Francia, se licenció en filosofía y fue un enamorado de la literatura, aunque en un principio quiso hacerse farmacéutico. 
Aprendió periodismo trabajando en la radio desde 1946 para un magazine literario que presentó con Pierre Desgraupes, un colaborador que compartía su visión de un periodismo independiente y exigente, y con el cual concibió más adelante varios programas televisivos. En esa época participó en los primeros pasos de la televisión, siendo uno de los pioneros de un medio en el cual todo estaba por inventar. Así, trabajó en el primer noticiario televisado de la Radiodiffusion-télévision française (RTF), el 29 de junio de 1949, presentado por Pierre Sabbagh junto a Jean-Marie Coldefy, Pierre Tchernia y Georges de Caunes.
Durante el verano de 1950, Claude Barma realizó la primera serie televisiva francesa, L'Agence Nostradamus, que se emitió el 9 de octubre de 1950. Pierre Dumayet escribió los diálogos de los diez episodios de la misma. 
Con Pierre Desgraupes colaboró durante quince años en la dirección y presentación de Lectures pour tous, programa que introdujo la literatura en la televisión. Dicho espacio se emitió desde el 27 de marzo de 1953 hasta 1968, y lo inició Jean d'Arcy, director de programación. Además, Dumayet fue guionista, productor y coproductor de múltiples emisiones, entre ellas En votre âme et conscience (1955 – 1970), también con Pierre Desgraupes, y 5 colonnes à la une (1959 – 1968), un programa de información. También fue autor de Le Temps de lire (1970), Cent questions derrière un miroir y Des milliers de livres écrits à la main (1975). Finalmente, Pierre Dumayet se retiró en 1983, aunque continuó interesado en todo lo concerniente a la actualidad.  
En el transcurso de su carrera tuvo la oportunidad de entrevistar a importantes figuras del siglo XX, entre ellas Eugène Ionesco, Claude Lévi-Strauss, Jean Cocteau, Jacques Massu, Jorge Luis Borges, Robert Badinter, Louis-Ferdinand Céline, Lucien Neuwirth, René Goscinny o Marie Besnard. En 1962, con ocasión de la publicación en francés de la autobiografía de Tenzin Gyatso Ma terre et mon peuple, entrevistó a Dagpo Rinpoché y Thoupten Phuntshog, los dos primeros lamas tibetanos que fueron a Francia tras la Rebelión tibetana de 1959.
Pierre Dumayet falleció en 2011 en París, Francia, a los 88 años de edad. Fue enterrado en el Cementerio de Bages. Su hijo, Nicolas Dumayet, fue actor y director teatral.

## Filmografía

### Guionista
- Franz Kafka, lettres à Felice et à Milena (TV, 2002)
- Sapho (TV, 1997)
- "L'uomo che ho ucciso" (TV, 1996)
- Une page d'amour (TV, 1995)
- "Un siècle d'écrivains" (TV, 1995)
- Raymond Queneau (1995)
- Alcyon (TV, 1990)
- "Médecins des hommes" (TV, 1988)
- Mer de Chine: Le pays pour mémoire (1988)
- "La coda del diavolo" (1986)
- Lire c'est vivre: Élie Faure, Vélasquez et les Ménines (TV, 1984)
- Par ordre du Roy (TV, 1983)
- Raspail ou La passion de la république (TV, 1981)
- "Les dossiers éclatés" (TV, 1980-1981)
- Le jardin d'hiver (1981)
- Le querellé ou La nécessité d'être comme tout le monde (1980)
- Malevil (1981)
- Bruges la morte (TV, 1980)
- "Les procès témoins de leur temps" (TV, 1977-1978)
- La preuve par cinq (1978)
- Les fusils sont arrivés (1977)
- L'argent des autres (1978)
- "Madame le juge" (TV, 1978)
- Monsieur Bais (1978)
- Verdict (TV, 1974)
- Il n'y a pas de fumée sans feu (1973)
- Mourir d'aimer (1971)
- "En votre âme et conscience" (TV, 1957-1968)
- Les innocents d'Egalgson (1968)
- Le docteur X (1957)
- L’agence Nostradamus (TV, 1950)

### Productor
- D'homme à homme : magazine ethnologique (1984)
- Lire c'est vivre : Élie Faure, Vélasquez et les Ménines (1984) (TV)
- "Cinq colonnes à la une" (1959) Serie TV
- "Lecture pour tous" (1953) Serie TV

### Actor
- Le scénario défendu (1984) (TV)
- Les lions sont lâchés (1961)

### Director
- Balzac (2002)
- À la lumière de « J'accuse », codirigido con Robert Bober (1998)
- Lire et écrire: Marguerite Duras, codirigido con Robert Bober (1992)
- Flaubert, chronique d'un amour impossible à vivre (1981)
- Les Déserts de l'amour (1978)
- Roland Dubillard, ébauche d'un portrait
- Seul à seul
- Un comédien lit un auteur (1979)

### Emisiones en las que participó
- Panorama, France Culture, octubre de 1996
- Coup de cœur, por Cella Minart, Radio France Internationale, 22 de junio de 1992
- Caractères, por Bernard Rapp y Martine Saada, FR3, 13 de marzo de 1992
- Fréquence lire, Radio France Internationale, 20 de abril de 1991
- Ex-Libris, por Patrick Poivre d’Arvor, TF1, 31 de enero de 1991
- Le Divan, por Henry Chapier, FR3, julio de 1989
- La Der des der, par Michel Polac, M6, 14 de junio de 1989